# Риджуэй, Гэри
Гэри Леон Риджуэй, (англ. Gary Leon Ridgway; 18 февраля 1949 года, Солт-Лейк-Сити, Юта, США), известный как «Убийца с Грин-Ривер» — американский серийный убийца, насильник и некрофил. Совершил 49 доказанных убийств девушек и женщин, в период с 1982 по 1998 год. Спустя два десятилетия его виновность была доказана результатами анализа ДНК. Является одним из самых печально известных серийных убийц Америки.

## Ранняя жизнь
Гэри Леон Риджуэй 18 февраля 1949 года родился в городе Солт-Лейк, штат Юта, в семье Томаса и Мэри Риджуэй. Мать и отец Гэри часто скандалили. Мать была домохозяйкой, которая часто словесно оскорбляла Гэри и его братьев, и была властной женщиной. Отец работал водителем автобуса и жаловался на то, что он часто возит проституток. Вымещая злость, он бил Гэри и его братьев после скандалов с женой.. В 1960 году семья переезжает в штат Вашингтон. У Гэри было 2 брата: Грегори Риджуэй и Томас Риджуэй-младший.
Гэри страдал энурезом до подросткового возраста, мать мыла его гениталии после того, как он мочился в кровать, даже когда он уже стал подростком. Как Гэри рассказывал психиатрам, из-за этого у него возникли одновременно злоба и сексуальное влечение к матери, он фантазировал о сексе с ней и убийстве.
В школе он учился очень плохо, дважды его оставляли на второй год, таким образом он отстал на 3 года от сверстников. Уровень его IQ составил 83 балла. Дислексик.
Из-за постоянного физического и словесного насилия со стороны отца и матери у Гэри начинает разрушаться психика. В 1965 году в возрасте 16 лет он предпринимает попытку убийства. Жертвой был мальчик 6 лет, в которого Гэри воткнул нож, но мальчик выжил.

## Взрослая жизнь
В 1969 году в возрасте 20 лет он заканчивает школу. В этом же году он женится на Клаудии Крэг и отправляется служить в армию, в ВМС США. Его переводят во Вьетнам, где он служит на транспорте снабжения и участвует в боевых действиях. Во Вьетнаме он часто пользуется услугами проституток, и занимается с ними незащищённым сексом. Из-за этого Гэри «зарабатывает» гонорею, но всё равно продолжает заниматься сексом с проститутками.
В 1971 году он возвращается домой из армии и узнаёт, что Клаудия ему изменяет, из-за этого он разводится с ней. В этом же году он устраивается на работу маляром в компанию «Kenworth», где он проработал вплоть до своего ареста в 2001 году.
В 1973 году он встречает Маршу Уинслоу, и вскоре на ней женится. После брака Гэри стал очень религиозным человеком: много читал Библию, проповедовал в церкви и плакал после проповеди. Однако он всё равно посещал проституток. В 1975 году у Гэри и Марши рождается сын Мэттью. Этот брак был шатким, и Гэри, и Марша изменяли друг другу. В 1981 году они разводятся, сын Мэттью был под опекой Марши, а Гэри должен был выплачивать алименты, но ему разрешалось посещать сына на выходных.
У Гэри была гиперсексуальность. Он требовал от своих жён постоянно заниматься с ним сексом, он постоянно посещал проституток, которых он ненавидел и любил.
В ноябре 1981 г. Риджуэй купил дом № 21859 по 32-й Плейс-Саут, южнее Сиэтла. В доме он сделал ремонт, после чего на 6 месяцев сдал его. Однако со второй половины 1982 г. он сам поселился там и в одиночку прожил вплоть до 1985 г.
В феврале 1985 года он встречает Джудит Моусон. Они начинают встречаться. В мае 1985 года она переезжает в его дом. Она заметила странность в доме Гэри — там не было ковров. Джудит и Гэри дважды переезжали: в 1989 и 1997 году. Джудит и Гэри было хорошо в браке. Джудит описывала Гэри, как любящего мужа, а сам Гэри благодаря браку стал меньше убивать.
В 1998 году умирает отец Гэри, а в 2001 умирает его мать. Дом матери продали, а деньги разделили братья.

## Убийства
В течение 1980-х и 1990-х годов Риджуэй убил по меньшей мере 49 женщин около городов Сиэтл и Такома в штате Вашингтон. Жертвы являлись или беглянками, или проститутками. Большинство жертв было убито в период с 1982 по 1984 год в доме Гэри или в грузовике. Тела выбрасывал в реку Грин-Ривер или около неё в лесу. Гэри часто возвращался к покойным для совершения акта некрофилии.
В 1982 году его арестовывают за домогательство. В 1983 году его снова арестовывают. Гэри «снял» проститутку, и во время секса начал её душить, но она смогла вырваться и заявить об этом в полицию. В этом же году полиция начала подозревать, что он и есть «Убийца с Грин-Ривер». В 1984 году он успешно прошёл проверку на полиграфе. 7 апреля 1987 года полиция взяла у Риджуэя образцы волос и слюны.
В 1984 году полиция округа Кинг формирует группу «Грин-Ривер», чтобы расследовать убийства. Полиции помощь предоставил Тед Банди. Он сказал им, что убийца — некрофил, также верно предположил некоторые признаки убийцы. Он предложил полиции установить наблюдение, в тех местах, где обнаружены новые тела, ведь убийца мог вернуться, дабы заняться некрофилией.
В 2001 году полиция провела анализ ДНК волос и слюны Гэри, и они совпали с образцами «Убийцы с Грин-Ривер». 30 ноября 2001 года полиция его арестовывает в связи с убийством 4 женщин. Позже его обвинили в убийстве ещё 3 женщин. На них была найдена краска, использовавшаяся на фабрике «Kenworth» — месте работы Гэри.

## Суд
Сторона обвинения требовала смертного приговора для Гэри, однако он и его адвокаты пошли на сделку о признании вины. 5 ноября 2003 года он признал себя виновным в убийстве 48 женщин. В своих признаниях он говорил, что он убивал проституток, потому что он ненавидел их, и их было легче заманить.
18 декабря 2003 года он был приговорён к 48 пожизненным срокам. На суде он плакал и просил прощения у родственников жертв. В 2010 году было обнаружено тело Ребекки Марреро, Гэри сознаётся в её убийстве. 18 февраля 2011 года состоялся ещё один суд над ним. Его приговорили к пожизненному сроку заключения. В итоге, он был приговорён к 49 пожизненным срокам.

## Заключение
Риджуэй был помещен в одиночную камеру в тюрьме штата Вашингтон в Уолла Уолла в январе 2004 года.
14 мая 2015 года он был переведен в Флоренс Хай, федеральную тюрьму строгого режима к востоку от Каньон-Сити, штат Колорадо.
В сентябре 2015 года, после общественного протеста и обсуждений с губернатором Джеем Инсли, секретарь исправительных учреждений Берни Уорнер объявил, что Риджуэй будет переведен обратно в Вашингтон, чтобы он был «легко доступен» для открытых расследований убийств. Риджуэй был возвращен самолетом в тюрьму штата Вашингтон в Уолла-Уолле из Федеральной тюрьмы строгого режима во Флоренсе, Колорадо, 24 октября 2015 г.

## Жертвы
Риджуэй признался в 71 убийстве. До этого момента предполагалось, что на счету «убийцы с Грин-Ривер» 55 жертв.

### Подтверждённые
| №  | Имя                     | Имя (англ.)               | Возраст | Дата исчезновения           | Дата обнаружения тела |
| -- | ----------------------- | ------------------------- | ------- | --------------------------- | --------------------- |
| 1  | Уэнди Ли Коффилд        | Wendy Lee Coffield        | 16      | 8 июля 1982                 | 15 июля 1982          |
| 2  | Жизель Энн Лавворн      | Gisele Ann Lovvorn        | 17      | 17 июля 1982                | 25 сентября 1982      |
| 3  | Дебра Линн Боннер       | Debra Lynn Bonner         | 23      | 25 июля 1982                | 12 августа 1982       |
| 4  | Марша Фэй Чепмен        | Marcia Fay Chapman        | 31      | 1 августа 1982              | 15 августа 1982       |
| 5  | Синтия Джин Хиндс       | Cynthia Jean Hinds        | 17      | 11 августа 1982             | 15 августа 1982       |
| 6  | Опал Шармен Миллс       | Opal Charmaine Mills      | 16      | 12 августа 1982             | 15 августа 1982       |
| 7  | Терри Рене Миллиган     | Terry Rene Milligan       | 16      | 29 августа 1982             | 1 апреля 1984         |
| 8  | Мэри Бриджет Михан      | Mary Bridget Meehan       | 18      | 15 сентября 1982            | 13 ноября 1983        |
| 9  | Дебра Лоррейн Эстес     | Debra Lorraine Estes      | 15      | 20 сентября 1982            | 30 мая 1988           |
| 10 | Линда Джейн Рул         | Linda Jane Rule           | 16      | 26 сентября 1982            | 31 января 1983        |
| 11 | Дениз Дарсель Буш       | Denise Darcel Bush        | 23      | 8 октября 1982              | 12 июня 1985          |
| 12 | Шонда Леа Саммерс       | Shawnda Leea Summers      | 16      | 9 октября 1982              | 11 августа 1983       |
| 13 | Ширли Мэри Шеррилл      | Shirley Marie Sherrill    | 18      | 20—22 октября 1982          | Июнь 1985             |
| 14 | Ребекка «Бекки» Марреро | Rebecca "Becky" Marrero   | 20      | 3 декабря 1982              | 21 декабря 2010       |
| 15 | Коллин Рене Брокман     | Colleen Renee Brockman    | 15      | 24 декабря 1982             | 26 мая 1984           |
| 16 | Сандра Дениз Мейджор    | Sandra Denise Major       | 20      | 24 декабря 1982             | 30 декабря 1985       |
| 17 | Альма Энн Смит          | Alma Ann Smith            | 18      | 3 марта 1983                | 2 апреля 1984         |
| 18 | Делорес Лаверн Уильямс  | Delores LaVerne Williams  | 17      | 8—14 марта 1983             | 31 марта 1984         |
| 19 | Гэйл Линн Мэтьюз        | Gail Lynn Mathews         | 23      | 10 апреля 1983              | 18 сентября 1983      |
| 20 | Андреа М. Чайлдерс      | Andrea M. Childers        | 19      | 14 апреля 1983              | 11 октября 1989       |
| 21 | Сандра Кэй Гэбберт      | Sandra Kay Gabbert        | 17      | 17 апреля 1983              | 1 апреля 1984         |
| 22 | Кими-Кэй Питсор         | Kimi-Kai Pitsor           | 16      | 17 апреля 1983              | 15 декабря 1983       |
| 23 | Мэри М. Мелвер          | Marie M. Malvar           | 18      | 30 апреля 1983              | 26 сентября 2003      |
| 24 | Кэрол Энн Кристенсен    | Carol Ann Christensen     | 21      | 3 мая 1983                  | 8 мая 1983            |
| 25 | Мартина Тереза Оторли   | Martina Theresa Authorlee | 18      | 22 мая 1983                 | 14 ноября 1984        |
| 26 | Черил Ли Уимс           | Cheryl Lee Wims           | 18      | 23 мая 1983                 | 22 марта 1984         |
| 27 | Ивонн «Шелли» Энтош     | Yvonne "Shelly" Antosh    | 19      | 31 мая 1983                 | 15 октября 1983       |
| 28 | Керри Энн Ройс          | Carrie Ann Rois           | 15      | 31 мая — 13 июня 1983       | 10 марта 1985         |
| 29 | Констанс Элизабет Нэйон | Constance Elizabeth Naon  | 19      | 8 июня 1983                 | 27 октября 1983       |
| 30 | Келли Мэри Уэйр         | Kelly Marie Ware          | 22      | 18 июля 1983                | 29 октября 1983       |
| 31 | Тина Мэри Томпсон       | Tina Marie Thompson       | 21      | 25 июля 1983                | 20 апреля 1984        |
| 32 | Эйприл Дон Баттрем      | April Dawn Buttram        | 16      | 18 августа 1983             | 30 августа 2003       |
| 33 | Дэбби Мэй Эбернети      | Debbie May Abernathy      | 26      | 5 сентября 1983             | 31 марта 1984         |
| 34 | Трейси Энн Уинстон      | Tracy Ann Winston         | 19      | 12 сентября 1983            | 27 марта 1986         |
| 35 | Морин Сью Фини          | Maureen Sue Feeney        | 19      | 28 сентября 1983            | 2 мая 1986            |
| 36 | Мэри Сью Белло          | Mary Sue Bello            | 25      | 11 октября 1983             | 12 октября 1984       |
| 37 | Пэмми Аннетт Эвент      | Pammy Annette Avent       | 15      | 26 октября 1983             | 16 августа 2003       |
| 38 | Делиз Луиза Плейджер    | Delise Louise Plager      | 22      | 30 октября 1983             | 14 февраля 1984       |
| 39 | Кимберли Л. Нельсон     | Kimberly L. Nelson        | 21      | 1 ноября 1983               | 14 июня 1986          |
| 40 | Лайза Йейтс             | Lisa Yates                | 19      | 23 декабря 1983             | 13 марта 1984         |
| 41 | Мэри Экзетта Уэст       | Mary Exzetta West         | 16      | 6 февраля 1984              | 8 сентября 1985       |
| 42 | Синди Энн Смит          | Cindy Anne Smith          | 17      | 21 марта 1984               | 27 июня 1987          |
| 43 | Патрисия Мишель Барчак  | Patricia Michelle Barczak | 19      | 17 октября 1986             | Февраль 1993          |
| 44 | Роберта Джозеф Хейз     | Roberta Joseph Hayes      | 21      | 7 февраля 1987              | 11 сентября 1991      |
| 45 | Марта Ривз              | Marta Reeves              | 36      | 5 марта 1990                | 20 сентября 1990      |
| 46 | Патрисия Йеллоуроуб     | Patricia Yellowrobe       | 38      | Январь 1998                 | 6 августа 1998        |
| 47 | Венди Стивенс           | Wendy Stephens            | 14      | Погибла не позднее мая 1983 | 21 марта 1984         |
| 48 | Лори Энн Распотни       | Lori Anne Razpotnik       | 15      | 1982                        | 30 декабря 1985       |
| 49 | Тэмми Лайлз             | Tammie Liles              | 16      | 9 июня 1983                 | Август 2003           |

1. 1 2 3 4  До того, как Риджуэй сознался в убийствах, считалось, что Линда Рул, Патрисия Барчак, Роберта Хейз, Марта Ривз, Патрисия Йеллоуроуб, а также Тэмми Лайлз, не являются жертвами «убийцы с Грин-Ривер».
2. ↑  Личность Сандры Дениз Мейджор была установлена лишь в июне 2012 года, спустя 26 лет после обнаружения останков. Тогда к шерифу округа Кинг обратился близкий родственник жертвы, увидев по телевизору фильм о Риджуэе. Личность погибшей установили с помощью анализа ДНК.
3. 1 2 3  В августе и сентябре 2003 года Риджуэй привёл полицию к телам Пэмми Эвент, Эйприл Баттрэм, Мэри Мелвер и Тэмми Лайлз.
4. ↑  Останки Трейси Уинстон, за исключением черепа, были обнаружены в марте 1986 года в парке Коттонвуд-Гроув[англ.] в городе Кент штата Вашингтон. Череп был найден лишь в ноябре 2005 года неподалёку от горы Тайгер[англ.] на расстоянии многих километров от места обнаружения тела.
5. ↑  Личность Лори Энн Распотни была установлена лишь в декабре 2023 года, спустя 38 лет после обнаружения останков.